# مد (مجله)
مجله مد (به انگلیسی: Mad Magazine) یک مجلهٔ طنز آمریکایی است که در سال ۱۹۵۲ به سردبیری هاروی کورتزمن و توسط ویلیام گینز منتشر شد و به عنوان یکی از نشریات گروه انتشارات طنز ای‌سی (به انگلیسی: EC Comics) شروع به کار کرد. مد در ابتدا به شکل کتاب طنز منتشر می‌شد ولی در دهه ۵۰ میلادی و با قدرت گرفتن جریان مک‌کارتیسم در آمریکا، کتاب‌های کمیک و طنز از کتابخانه‌ها جمع‌آوری و سوزانده شدند که کتاب‌های طنز انتشارات ای‌سی نیز از این قاعده مستثنا نبود، از این رو مد به شکل مجله به فعالیت خود ادامه داد.
بیش از نیم قرن از انتشار مجلهٔ مد می‌گذرد و طی این مدت صدها هنرمند کاریکاتوریست، طراح و طنزنویس یا این مجله همکاری داشته‌اند. هنرمندان مد خالق کاراکترهای زیادی بوده‌اند که بسیاری از سریال‌های کمیک چاپ شده در این نشریه بعدها به صورت انیمیشن درآمدند.
در اویل دههٔ شصت مجلهٔ مد توسط بیل گینز به دی‌سی کامیکس فروخته شد. در سال ۱۹۸۲ تحریریه این مجله به ساختمان کمپانی تایم وارنر منتقل شد. این مجله توانست با سردبیری آل فیلدستین در اوج فعالیت خود در دهه ۷۰ میلادی شمار خوانندگانش را به دو میلیون نفر برساند.